# Senac e Sent Julian
Senac e Sent Julian (en francès Cénac-et-Saint-Julien) és un municipi francès situat al departament de la Dordonya i a la regió de la Nova Aquitània.

## Demografia
| 1962                                       | 1968 | 1975 | 1982 | 1990 | 1999  | 2007  |
| ------------------------------------------ | ---- | ---- | ---- | ---- | ----- | ----- |
| 832                                        | 811  | 825  | 900  | 993  | 1.069 | 1.207 |
| Des de 1962: població sense dobles comptes |      |      |      |      |       |       |

## Administració
| Període | Identitat  | Partit |
| ------- | ---------- | ------ |
| 1995-   | Rémi Jalès | PS     |